# Comissão Independente para o Estudo dos Abusos Sexuais contra as Crianças na Igreja Católica Portuguesa

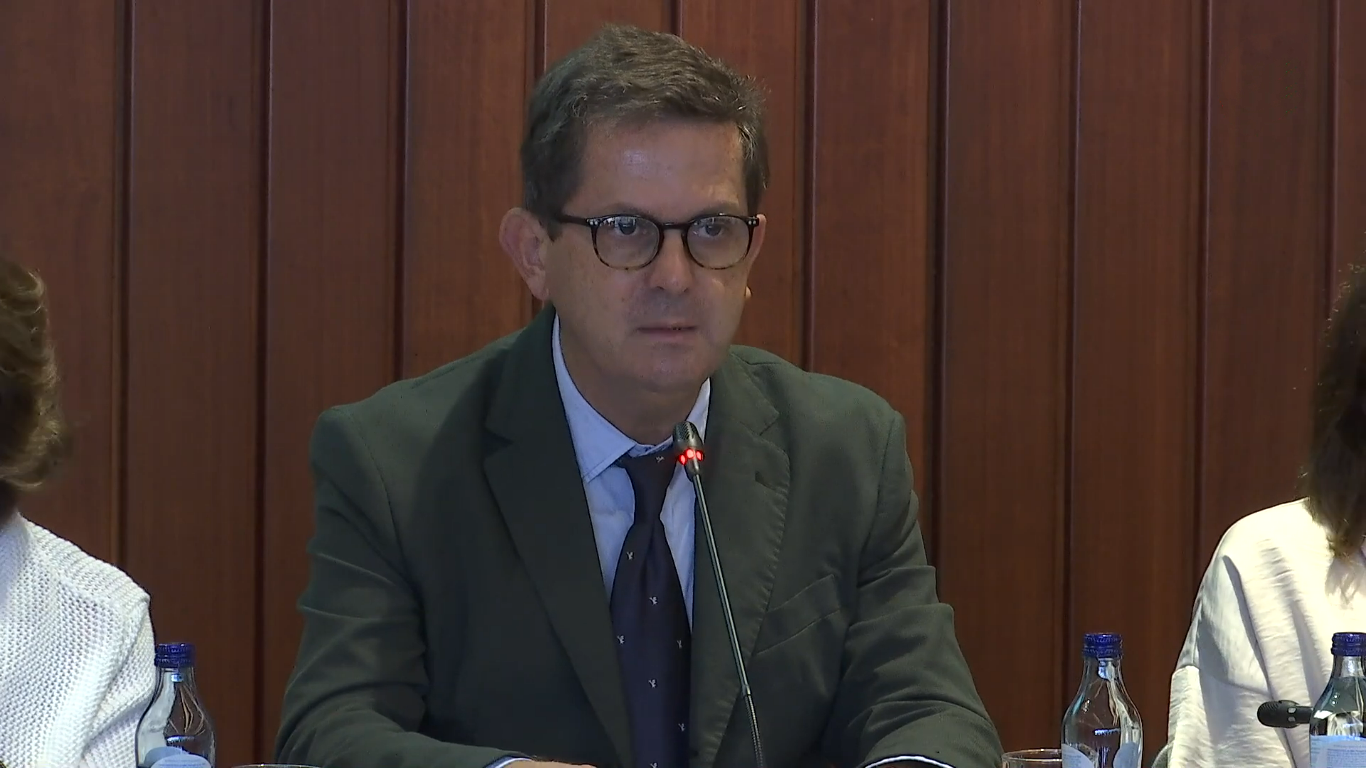
Pedro Strecht, coordenador da Comissão Independente

A Comissão Independente para o Estudo dos Abusos Sexuais de Crianças na Igreja Católica Portuguesa é um grupo de trabalho independente, que foi constituido após um convite dirigido ao pedopsiquiatra Pedro Strecht, no final de 2021, por parte de D. José Ornelas, presidente da Conferência Episcopal Portuguesa  (CEP), para realizar um estudo sobre práticas de abuso sexual de menores no seio da Igreja Católica Portuguesa, abrangendo o período entre 1950 e 2022.
Iniciou os seus trabalhos em janeiro de 2022, com uma equipa escolhida por Pedro Strecht, definindo o tempo de um ano como prazo de duração dos mesmos, com a apresentação final de um relatório.
A Comissão é constituida por um núcleo central de cinco pessoas de diferentes áreas profissionais, às quais se junta mais um membro na qualidade de observador externo. São eles: Pedro Strecht,  Coordenador (pedopsiquiatra), Ana Nunes de Almeida (socióloga, investigadora na área da infância, família e escola), Daniel Sampaio (psiquiatra, professor catedrático), Álvaro Laborinho Lúcio (juiz conselheiro), Filipa Tavares (assistente social), Catarina Vasconcelos, membro externo (antropóloga, cineasta).[ligação inativa]
A Comissão contou ainda com a participação de Vasco Ramos (sociólogo), Ana Sofia Varela (psicóloga clínica) e Catarina Pires (jornalista).
Para o estudo dos Arquivos da Igreja, foi convidado Francisco Azevedo Mendes (historiador), que constituiu autonomamente o Grupo de Investigação Histórica (GIH) com outros três investigadores: Júlia Garraio (especialista em estudos de género), Rita Almeida de Carvalho e Sérgio Ribeiro Pinto (historiadores).

## Metodologia
A decisão de criar uma Comissão de Estudo para os abusos sexuais praticados por membros da Igreja Católica, em novembro de 2021, surgiu na sequência das instruções do Papa Francisco em 2019, defendendo a «tolerância zero» perante situações de abusos sexuais de crianças. Esses princípios tinham levado já à criação, nesse mesmo ano, de vinte e uma Comissões Diocesanas, constituídas por profissionais de várias áreas e, no início de 2022, de uma Coordenação Nacional das mesmas, presidida pelo juiz conselheiro Dr. José Souto de Moura.
A Comissão Independente fez a opção metodológica de fundo de colocar no centro do seu estudo a pessoa vítima, encorajá-la a testemunhar e dar-lhe voz.
A Comissão designou as diversas formas de participação das vítimas como «testemunhos» e excluiu o uso da palavra «denúncia», que pressupunha uma leitura judicial que não estava presente no campo do seu trabalho.
A Comissão elaborou um questionário, colocado online (para autopreenchimento ou preenchimento com ajuda de um membro da Comissão) e pôs à disposição uma linha telefónica (para onde qualquer um podia ligar e prestar testemunho ou dar informações) e fez entrevistas em pessoa.
Foram pesquisados os arquivos históricos da Igreja, procurando e estudando documentação existente sobre abusos sexuais de crianças entre 1950 e 2022 por parte de membros da Igreja, a fim de se perceber de que forma a estrutura eclesiástica lidara com a ocorrência desses crimes. Foram também entrevistados bispos diocesanos e superiores e superioras de institutos religiosos portugueses, de modo a reconstruir as suas biografias e trajetórias formativas, espirituais e o modo como encaravam o problema dos abusos sexuais na Igreja.

## Conclusões
A 13 de fevereiro de 2023, a Comissão Independente divulgou, em sessão na Fundação Calouste Gulbenkian, em Lisboa, um relatório com as conclusões do trabalho realizado ao longo de 2022 e que resultou na recolha de centenas de testemunhos de vítimas: foram recebidos 512 testemunhos validados, com base nos quais se identificou "um número mínimo" de 4.815 vítimas.
O  relatório, contudo, afirma que os dados apurados nos arquivos eclesiásticos relativamente à incidência dos abusos sexuais devem ser entendidos como "a ponta do iceberg".
Em 52% dos casos, as vítimas só revelaram o abuso de que foram alvo em média 10 anos depois de ocorrido e em 43% dos casos essa denúncia aconteceu apenas quando contactaram a Comissão.
Em 77% dos casos, as vítimas nunca apresentaram queixa à Igreja e só em 4% dos casos houve lugar a queixa judicial.
A Comissão enviou para o Ministério Público 25 casos de entre os 512 testemunhos validados recebidos ao longo do ano, muito embora a maioria desses casos já tenha prescrito. A prescrição dos casos, por um lado, e o anonimato por outro, são as principais razões para este reduzido número de casos entregue à Justiça.
As décadas de 1960, 70 e 80  foram as que registaram um maior número de casos de abuso sexual no seio da Igreja em Portugal.
Muitos casos terão ficado por identificar, pois nos arquivos diocesanos, nomeadamente, existe “a ambiguidade que caracteriza uma parte significativa da correspondência eclesiástica do século XX”. “É frequente o problema dos abusos sexuais não ser referido explicitamente”, diz o relatório.
A idade média das vítimas era, à data de divulgação do relatório, de cerca de 52 anos. 52,7% eram homens, 47,2% eram mulheres e 88,5% eram residentes em Portugal continental, principalmente nos distritos de Lisboa, Porto, Braga, Setúbal e Leiria, mas os abusos estão espalhados por todos o país. Dos abusados, 53% continuam a afirmar-se católicos e 25,8% são católicos praticantes.
A percentagem de licenciados entre as vítimas de abusos é de 32,4%, enquanto 12,9% são pós-graduados.
Em criança, 58,6% dos abusados que testemunharam residiam com os pais, 1/5 estavam institucionalizados, enquanto 7,8% pertenciam a famílias monoparentais.
Quase todos os abusadores das vítimas contactadas pela Comissão Independente eram homens e maioritariamente padres. 97% dos abusadores eram homens e em 77% dos casos padres, além de que em 47% dos casos o abusador fazia parte das relações próximas da criança. O perfil dos abusadores é variado, predominando adultos jovens com estruturas psicopatológicas, agravadas por fatores de risco como o alcoolismo ou o mau controlo de impulsos.
As vítimas masculinas sofreram principalmente “sexo anal, manipulação de órgãos sexuais e masturbação”, enquanto as mulheres sofreram, na maior parte dos casos, de “insinuação”.
Os abusos ocorreram principalmente entre os 10 e os 14 anos de idade (a média era de 11,2 anos, sendo de 11,7 no caso dos rapazes e de 10,5 no das raparigas), 57,2% foram abusados mais do que uma vez e 27,5% referiram que foram vítimas durante mais de um ano. No caso dos rapazes, em 77% dos casos o abusador foi um padre.
A maior parte dos abusos ocorreu em seminários (23%), na igreja - em diversos locais, inclusive no altar - (18,8%), no confessionário (14,3%), na casa paroquial (12,9%) e em escolas católicas (6,9%).
A Comissão Independente reconhece que “habitualmente, são as vítimas [de abuso] a iniciar o silenciamento, por sentimentos de medo, vergonha e culpa”.
Em fases posteriores da vida adulta, “é necessário suporte psicológico e/ou psiquiátrico para intervir em diversos quadros clínicos, como as perturbações de ansiedade e do humor depressivo ligadas a situações de stress pós-traumático”, acrescentou a Comissão.
A Comissão Independente recomendou à Igreja a constituição de uma nova comissão para continuidade do estudo e acompanhamento do tema, com membros internos e externos à Igreja.
Além disso, recomenda “o reconhecimento, pela Igreja, da existência e extensão do problema e compromisso na sua adequada prevenção futura”, nomeadamente através do “cumprimento do conceito de ‘tolerância zero’ proposto pelo Papa Francisco”.
A adoção do “dever moral de denúncia por parte da Igreja e colaboração com o Ministério Público em casos de alegados crimes de abuso sexual”, o pedido “efetivo de perdão sobre as situações que aconteceram no passado e sua materialização”, bem como a “formação e supervisão continuada e externa de membros da Igreja, nomeadamente na área da sexualidade (sua e das crianças e adolescentes)”, são outras recomendações que a comissão deixa à hierarquia da Igreja.
O "apoio psicológico continuado às vítimas do passado, atuais e futuras” é encarado, também, como responsabilidade da Igreja, em articulação com o Serviço Nacional de Saúde.
A Comissão Independente sugere que a prescrição dos crimes de abuso aumente para os 30 anos da vítima, pedindo à Assembleia da República a alteração da lei.
Outras recomendações à sociedade civil incluem a “realização de um estudo nacional sobre abusos sexuais de crianças nos seus vários espaços de socialização”, o “reconhecimento inequívoco dos Direitos da Criança”, o “empoderamento das crianças e famílias sobre o tema: o papel da Escola”, o “aumento da idade da vítima para efeitos de prescrição de crimes” e a “celeridade da avaliação e resposta do sistema de justiça”.
O grupo de trabalho sublinha ainda a necessidade do “reforço do papel da comunicação social na investigação e tratamento do tema” e o “aumento da literacia emocional sobre as verdadeiras necessidades do desenvolvimento infantojuvenil, sobretudo no campo afetivo e sexual”.
Na generalidade, diz a Comissão, a hierarquia católica portuguesa “é favorável” à posição do Papa Francisco na condenação dos abusos.
A C.I. decidiu que no fim dos trabalhos seria remetida uma  lista dos alegados abusadores, ainda no ativo, para o  Ministério Público e para a Conferência Episcopal Portuguesa, para a análise adequada, recomendando, embora, o máximo respeito pelo sigilo.

## Reações ao relatório
Em 2 de março seguinte, a Conferência Episcopal Portuguesa (CEP) reagiu ao relatório da Comissão Independente (CI), no final de uma assembleia plenária extraordinária, que terminou com uma conferência de imprensa, com o presidente da CEP, José Ornelas, que respondeu às perguntas, o vice-presidente, Virgílio Antunes, e o secretário-geral, Manuel Barbosa. 
Na conferência de imprensa, José Ornelas confirmou que não iria ser afastado qualquer padre suspeito. “Só temos nomes, é muito difícil. Para termos os elementos necessários para dar andamento, é evidente que precisamos de ter dados e essa lista que nós recebemos só tem nomes. (...) Não posso tirar alguém do Ministério só porque alguém o acusou. Não basta dizer, é preciso haver uma base sólida”, justificou o bispo.
Vai ser feita uma investigação “nome a nome”: a lista dos padres e outros religiosos no ativo, acusados de abusos, será do conhecimento de todas as dioceses para que cada um deles possa ser investigado. Depois, cada diocese vai definir “as medidas apropriadas” em cada caso: "dentro de cada diocese, é cada bispo que tem de ver, à luz do direito civil e do direito canónico, quais as medidas apropriadas a tomar".
Está prevista a criação duma nova comissão independente que vai continuar a acompanhar este assunto dentro da Igreja. 
Não foi anunciada qualquer indemnização por parte da Igreja às vítimas. “Se há um mal feito por alguém, é esse alguém que é responsável. É uma questão individual”, afirmou José Ornelas.
Quanto ao afastamento de bispos suspeitos de encobrimento de crimes de abuso sexual dentro das respetivas dioceses, o bispo foi cauteloso: “Nós não pactuamos com situações dessas, mas também não embarcamos em qualquer acusação de encobrimento”.

### Reações à posição da Igreja
A reação da Igreja ao relatório da C.I. foi desde logo sujeita a muitas críticas vindas de vários setores da sociedade portuguesa, desde logo por alguns elementos da própria Comissão Independente.
Para o professor Daniel Sampaio, a conferência de imprensa foi dececionante. Considera que as vítimas foram postas em segundo plano. “A Igreja não se colocou do lado das vítimas” — disse. Quanto à lista de nomes, salienta que essa lista resultou da soma dos nomes indicados pelas vítimas no inquérito da C.I. com os nomes que os investigadores encontraram nos arquivos da Igreja.  Deveria haver suspensão preventiva dos indivíduos que estão sob suspeita.
Jorge Wemans, jornalista e católico, um dos subscritores da carta aberta que originou a Comissão Independente, considera que a Igreja deu “um passo atrás" no caminho que começara a percorrer. Acredita que faltaram "medidas concretas" e, acima de tudo, uma "reflexão sobre o exercício do poder na Igreja e o profundo clericalismo que a domina", que é precisamente onde "reside a possibilidade de abusos". 
Lisete Fradique, do movimento Nós Somos Igreja,  afirmou que as medidas apresentadas pela CEP são uma mão cheia de nada. "Eu não consegui vislumbrar nada de concreto. Houve uma fuga sistemática para as questões legais. Está aqui um problema moral", disse. Defendeu ainda que os encobridores dos casos de abuso "deviam ter a coragem de sair".
Lisete Fradique sublinhou que, apesar do pedido de desculpas às vítimas de abusos, algo faltou na forma como a Igreja, na pessoa de José Ornelas, se dirigiu às vítimas. "Não se nota compaixão", disse. 
Ângelo Fernandes, da associação Quebrar o Silêncio, levantou dúvidas sobre o apoio psicológico que será dado às vítimas. "Como se vai operacionalizar o apoio psicológico nas dioceses? A minha leitura é que as vítimas não estavam confortáveis para ir às dioceses falar das experiências de abuso". 
A Associação Portuguesa de Apoio à Vítima (APAV) afirmou que as medidas apresentadas pela Igreja revelam "sinais de que há alguma vontade", mas pouco mais. Para a associação, existe uma desconfiança em relação à palavra das vítimas, que a preocupa. 
Para Carla Ferreira, responsável da APAV pelo acompanhamento dos casos de violência contra crianças e jovens, a anunciada investigação interna tem de ocorrer ou estará a permitir-se que os atos continuem a acontecer, pondo potenciais vítimas em risco. Defendeu também que as pessoas sob investigação devem ser afastadas preventivamente.
Pedro Strecht, que coordenou o trabalho da Comissão Independente, defendeu que os dados remetidos à Igreja são "importantes e significativos", e  não são propriamente uma novidade. "A lista que foi entregue faz parte daquilo que a Igreja já sabe também, diocese a diocese. Esses dados foram trabalhados também pelo grupo de investigação histórica na pesquisa que foi realizada nos arquivos históricos e secretos, portanto não vejo assim motivo para preocupação", disse Pedro Strecht.  Acrescentou ainda que a Igreja dispõe de "dados sobre cada um desses casos". 
De modo semelhante, Laborinho Lúcio, que considerou a resposta da Igreja "muito frouxa", afirmou que "os senhores bispos, todos eles, tinham muita informação sobre os factos que agora vêm dizer não existirem."  Laborinho Lúcio espera que "a igreja do Papa Francisco" leve a melhor sobre a fação ultraconservadora na Igreja, "que não é minimamente sensível ao sofrimento das vítimas".
O Presidente da República, Marcelo Rebelo de Sousa - reconhecidamente católico e que em outubro de 2022 havia sido amplamente criticado por, ao comentar um balanço do número de vítimas recolhido pela C.I., ter afirmado que 400 casos "não [lhe parecia] um número particularmente elevado  - comentando sobre a posição da C.E.P., afirmou: "Passou ao lado dos problemas todos." Acrescentou: "ficou aquém em todos os pontos importantes": "no da responsabilização", ao "não tomar posições preventivas" quanto a padres suspeitos de abusarem de menores e "aquém quanto à reparação" devida às vítimas. "Foi tudo ao contrário" do que deveria ter sido, sendo isso agravado porque "a Igreja é uma instituição fundamental na sociedade" que "faz falta ao país". "Se falha numa situação tão básica, isso repercute-se em todo o país." 

## Grupo VITA
Em 26 de abril de 2023, a Igreja Católica apresentou o Grupo VITA - um grupo de acompanhamento das situações de abuso sexual de crianças e adultos vulneráveis no contexto da Igreja Católica em Portugal. O projeto surge na sequência das investigações da Comissão Independente. 
O novo organismo é liderado pela psicóloga Rute Agulhas, e é constituído por dois grupos, um executivo e outro consultivo. O grupo executivo  é composto por seis especialistas: Alexandra Ansiães, psicóloga com experiência em avaliação e intervenção com vítimas, adolescentes e adultas, e agressores sexuais; Joana Alexandre, psicóloga e docente universitária com experiência na investigação na área da prevenção primária do abuso sexual; Jorge Neo Costa, assistente social com experiência em avaliação e intervenção junto de crianças e jovens em perigo e das famílias; e Ricardo Barroso, psicólogo e docente universitário com experiência na investigação e intervenção terapêutica com pessoas que cometeram crimes de natureza sexual.
Do grupo consultivo, a que estes  especialistas vão recorrer quando for necessário, farão parte advogados, sociólogos e um padre especialista em direito canónico. 
Durante a apresentação do grupo, Rute Agulhas afirmou que a violência sexual é "um fenómeno transversal, com maior prevalência intrafamiliar. A Igreja é um contexto, como outros." E assegurou: "A igreja assume aqui um papel pioneiro".  O Grupo VITA vai trabalhar em articulação com a coordenação das equipas das Comissões Diocesanas de Proteção de Menores e Adultos Vulneráveis.